# إسكتلندا تحت سلطة الكومنولث
اسكتلندا تحت سلطة الكومنولث، هو مصطلح يشير إلى تاريخ مملكة اسكتلندا في الفترة الزمنية الفاصلة بين إعلان المملكة جزءًا من الكومنولث الإنجليزي في فبراير عام 1652 واستعادة النظام الملكي واسترداد اسكتلندا لمكانتها باعتبارها دولةً مستقلةً في يونيو عام 1660.
أعلن البرلمان الإسكتلندي بعد إعدام تشارلز الأول عام 1649 ابنه تشارلز الثاني ملكًا لاسكتلندا وإنجلترا وأيرلندا. رد الإنجليز على هذا الإعلان من خلال غزو بقيادة أوليفر كرومويل الذي هزم الاسكتلنديين في دنبار وثم في وورسيستر، ما مهد الطريق أمام الغزو الإنجليزي للبلاد. أُعلنت اسكتلندا جزءًا من الكومنولث جنبًا إلى جنب مع إنجلترا وأيرلندا عام 1652 بموجب مناقصة الاتحاد، إلا أنه لم يُصادق على قانون الاتحاد في وستمنستر حتى عام 1657 على الرغم من المحاولات المتكررة. تمكن الاسكتلنديون من الحصول على 30 مقعد عضوية في البرلمان بموجب شروط الاتحاد، لكنهم لم يشغلوا جميع هذه المناصب التي سقط معظمها على عاتق موظفي الحكومة الإنجليز ولم تكن ذات وزن مهم في وستمنستر. في بادئ الأمر، أدار ثمانية مفوضين شؤون الحكومة التي تبنت سياسة تقويض السلطة السياسية للنبلاء لصالح «من هم أكثر خبثًا»، ثم استبدل مجلس اسكتلندي جديد بالمفوضين الثمانية، إذ تولى رئاسته الإيرلندي اللورد بروغيل الذي سعى إلى استمالة ملاك الأراضي التقليديين. بنى النظام سلسلةً من القلاع الكبرى والحصون الصغيرة بتكاليف باهظة للغاية. عُلق النظام القانوني الإسكتلندي، ثم بدأت بعض المحاكم والمؤسسات بالعودة إلى العمل تدريجيًا. نجح النظام عمومًا في تطبيق القانون والأمن وقمع اللصوصية. شهدت الفترة بين عامي 1653 و1655 صعودًا ملكيًا بارزًا في الأرضي المرتفعة بقيادة وليام كنغهام إيرل جلينكيرن التاسع وجون ميدلتون، لكن لم تنجح هذه المحاولات في نهاية المطاف بسبب الانقسامات الداخلية، ثم تلاشت بعد الهزيمة في معركة دالناسبايدل عام 1654.
تسامح الكومنولث مع البروتستانت بما في ذلك الطوائف التابعة لهم، لكن بقيت جماعة الكويكرز الصغيرة الجماعة الأكثر أهميةً. انقسم حزب الكيرك -التي أُسس خلال فترة الإصلاح وبقي موحدًا منذ إعلان العهد عام 1638- بين المناصرين والمعارضين الأكثر تشددًا بسبب قضية التعاون مع التاج، إذ فضل النظام المعارضين ومنحهم السيطرة على الجامعات. شهدت البلاد ارتفاعًا كبيرًا نسبيًا في معدل الضرائب، لكنها نجحت في الدخول إلى الأسواق الإنجليزية. يصف القساوسة المشيخيين تلك الفترة باعتبارها عصرًا للازدهار، لكن لم يكن هذا التوسع الاقتصادي مفيدًا بالنسبة للجميع. شهدت تلك الفترة محاولات لإنشاء رموز وطنية واستعادة علم الاتحاد وتوحيد العملة. قاد الجنرال مونك الجيش في اسكتلندا جنوبًا بعد وفاة أوليفر كرومويل وسقوط نظام ابنه ريتشارد، إذ ساهم في تمهيد الطريق لاستعادة تشارلز الثاني للحكم في عام 1660. 

## نبذة عامة
دعمت حكومة العهد البرلمان خلال الحرب الأهلية الإنجليزية الأولى (1642-1646) بموجب التحالف الرسمي والعهد، وذلك قبل أن تصبح تحت سيطرة مناصري الاتفاقية مع الملك تشارلز الأول. غزت الحكومة إنجلترا خلال الحرب الأهلية الإنجليزية الثانية بهدف دعم الانتفاضات الملكية، إذ هزمهم الجيش النموذجي الجديد بقيادة أوليفر كرومويل في معركة بريستون (1648). سقط النظام القائم على مناصري الاتفاقية في غارة ويغامور وجرى القبض على العديد من قادته، ثم عاد حزب الكيرك المشيخي المتطرف إلى السلطة. أُعلنت إنجلترا دولة كومنولث بعد إعدام تشارلز الأول في يناير عام 1649. أعلن البرلمان الإسكتلندي -بعد وصول خبر إعدام تشارلز الأول إلى اسكتلندا- ابنه تشارلز الثاني ملكًا لبريطانيا العظمى. فشلت محاولات جيمس غراهام ماركيز مونتروز في الأراضي المرتفعة، ثم وافق تشارلز عرض الدعم المشروط من مناصري العهد، ليوقع على العهد في يونيو عام 1650. رد الإنجليز بإرسال جيش من 16,000 جندي بقيادة كرومويل، إذ عبر هذا الجيش الحدود في يوليو عام 1650 وساعده الأسطول الإنجليزي في ذلك. هزم الجيش الإنجليزي الاسكتلنديين بقيادة ديفيد ليزلي في معركة دنبار في 3 سبتمبر عام 1650، إذ ألقوا القبض على أكثر من 10,000 شخص واحتلوا إدنبرة وسيطروا على الأراضي المنخفضة. وبذلك، أصبح بإمكان تشارلز إقامة تحالف مع مناصري العهد المعتدلين بسهولة أكبر. تُوج تشارلز الثاني في سكون في 1 يناير عام 1651، ثم شكل جيشًا جديدًا. تقدم كرومويل ضد الاسكتلنديين بقيادة ليزلي في يونيو عام 1651 في ستيرلنغ. انطلق الجيش الإسكتلندي برفقة الملك إلى إنجلترا، حيث لم يجدوا دعمًا يذكر، ثم أُلقي القبض على الجيش في وورسيستر على يد القوات بقيادة كرومويل. هُزم الجيش الإسكتلندي بشكل حاسم في 3 سبتمبر، ما أسفر عن انتهاء الحروب الأهلية. هرب تشارلز إلى القارة، وطهر الجيش الإنجليزي بقيادة جورج مونك الحاميات المتبقية في اسكتلندا، الأمر الذي جعل من كرومويل أحد أهم الشخصيات البارزة في الكومنولث.